# 長野公足
長野 公足（ながの の きみたり、生没年不明）は、奈良時代中期の貴族。名は君足とも記される。氏姓は山田史のち広野連、長野連。官位は従五位上・因幡守。

## 経歴
孝謙朝の天平勝宝4年（752年）従六位下から四階昇進して外従五位下の叙位を受ける。天平勝宝7歳（755年）山田史から広野連に改氏姓する。天平勝宝9歳（757年）内位の従五位下に叙せられ、のち広野連から長野連に改姓したか（後述）。
淳仁朝初頭の天平宝字2年（758年）11月に東大寺写経所より油6斗2升を長野連が銭3貫430文で購入し、同じく「長野大夫」が同様のことをしたとの記録があるが、いずれも公足のことを指すか。翌天平宝字3年（759年）11月に従五位下・越前員外介の官位にあった際に、造宮輔・中臣丸張弓らとともに保良宮の造営に派遣されるが、同年12月には在京とも見える。
なお、このころに君足から公足と改名していると見られるが、巨勢公成などの場合と同じく、天平宝字3年（759年）10月に打ち出された「君」の文字を民の姓から除くという藤原仲麻呂の政策によるもの推定される。天平宝字5年（761年）6月に光明皇太后の1周忌の御斎会に供奉した労により、文室大市・国中公麻呂とともに爵1級を与えられ、公足は従五位上に叙せられた。同年10月に丹後守に任ぜられると、翌天平宝字6年（762年）因幡守に遷るなど、淳仁朝で地方官を歴任した。

## 山田君足と長野君足の同一人物について
山田君足と長野君足は以下理由により同一人物とみられる。
- 長野氏（長野連）は山田氏（山田宿禰）と同じく忠意を祖とする同族である（『新撰姓氏録』）[7]。
- 同一人物と仮定して経歴に矛盾がない。
  - 史料上、山田（広野）君足は天平勝宝9歳（757年）5月20日以前のみ現れ、長野君足は天平宝字3年（759年）11月16日以降のみ現れる。
  - 位階（従五位下）が一致している。

広野君足が最後に史料に現れる天平勝宝9歳（757年）5月20日からまもない同年5月26日勅において、天皇および后と同じ名の氏や名を名乗ることが禁じられている。これにより、持統天皇の国風諡号である高天原広野姫天皇を避けて、広野から長野と改姓した可能性が高い。

## 官歴
注記のないものは『続日本紀』による
- 時期不詳：従六位下
- 天平勝宝4年（752年） 正月30日：外従五位下（越階）
- 天平勝宝7歳（755年） 3月1日：山田史から広野連に改氏姓
- 天平勝宝9歳（757年） 5月20日：従五位下（内位）。5月26日：広野連から長野連に改姓か
- 天平宝字3年（759年） 11月16日：見越前員外介
- 時期不詳：君足から公足に改名か
- 天平宝字5年（761年） 日付不詳：見越前員外介[10]。6月26日：従五位上（光明皇太后周忌御斎会供奉）。10月1日：丹後守
- 天平宝字6年（762年）正月9日：因幡守